# Папужні
Папужні (Psittacinae) — підродина папуг з родини папугові ряду папугоподібні.

## Опис
Довжина окремих птахів досягає 98 см. Правда, значна доля таких розмірів доводиться на довгий, схожий на шпагу, хвіст (40–50 см). Великі види мають яскраве, різноколірне забарвлення, дрібні види забарвлені скромніше, в основному їх оперення має темні тони зеленого кольору. Усі види папуг цього роду об'єднує наявність великого гачкуватого дзьоба, голих ділянок шкіри на лицьовій частині голови, покритих лише декількома пір'їнками.

## Поширення
Папуги цієї підродини мешкають в тропічних лісах Центральної Африки.